# Mark Hughes
Mark Hughes (La Mirada, 1 de janeiro de 1956 — Malibu, 21 de maio de 2000) foi um empresário dos Estados Unidos, fundador da Herbalife.

## Biografia
Filho único, passou a morar com a mãe após o divórcio dos pais, aos 14 anos. Sua mãe vivia da ajuda do governo e enfrentava a dependência de anfetaminas e sedativos para lidar com obesidade e distúrbios emocionais. Durante esse período, ele abandonou os estudos e começou a usar drogas, enfrentando problemas com a lei e sendo encaminhado a um internato, onde descobriu sua aptidão para vendas. Aos 18 anos, ainda no internato, perdeu a mãe, vítima de uma overdose de medicamentos.
Após o falecimento da mãe, passou a trabalhar como vendedor de dietéticos distribuídos pela Seyforth Laboratories até o fechamento da empresa em 1979, tendo sido um dos melhores representantes da empresa. Após isso, juntou-se à Golden Youth, atuando na venda direta de equipamentos de ginástica e produtos para emagrecimento. Ambas as empresas acabaram encerrando suas atividades devido a problemas com seus distribuidores.
Durante esse período, estabeleceu contato com o Dr. Bruce Halsted, um especialista em tratamento de câncer, para discutir seu interesse em métodos seguros de emagrecimento por meio de nutrição. O Dr. Halsted o convidou a participar de um simpósio sobre ervas chinesas. Influenciado pelas discussões sobre o uso tradicional de plantas para melhorar a saúde e o bem-estar, viajou para a China para aprofundar seus conhecimentos. Constatou que a integração da medicina tradicional chinesa em conjunto com a tecnologia, poderia produzir alimentos nutricionais inovadores, e que beneficiariam pessoas que procuravam emagrecer.
Em 1980, aos 24 anos, fundou a Herbalife, vendendo seus produtos diretamente do porta-malas de seu carro em Los Angeles. O primeiro item a ser comercializado foi um shake de proteínas, formulado como um suplemento para auxiliar na perda de peso.

## Vida pessoal
Casou-se com Kathryn Whiting, sua primeira esposa, em 1979, mas divorciaram-se em 1984. Ainda em 1984, casou-se com Angela Mack, divorciando-se em 1987. Seu terceiro casamento foi com Suzan Schroder, com quem teve um filho, Alex, nascido em 1991. Durante este casamento, fundaram a Herbalife Family Foundation em 1994, uma organização filantrópica sem fins lucrativos dedicada ao apoio de crianças em situação de vulnerabilidade nutricional e vítimas de desastres naturais. O casal divorciou-se em 1997. No início de 1999, Hughes contraiu matrimônio com Darcy LaPier, atriz e modelo, que havia se separado do ator Jean-Claude Van Damme.

## Morte
Mark Hughes foi encontrado morto em sua residência em Malibu, aos 44 anos, no dia 21 de maio de 2000. A causa do falecimento foi identificada como uma overdose acidental de álcool e do antidepressivo Doxepina. A investigação oficial não encontrou indícios de overdose intencional, traumas ou violência. Análises toxicológicas revelaram elevados níveis de álcool e uma concentração alta de Doxepina em seu sangue. Embora alguns contemporâneos tenham sugerido que Hughes possa ter adormecido e não despertado, sua autópsia não revelou a presença de outras substâncias além do álcool e do Doxepina. Foi sepultado no Pierce Brothers Westwood Village Memorial Park and Mortuary.
Dois anos após sua morte, em 2002, a Herbalife foi adquirida pelos investidores privados J.H. Whitney & Co. LLC e Golden Gate Capital, Inc. Em 2016, a empresa reportava uma receita de aproximadamente 4,5 bilhões de dólares, estabelecendo-se como uma das principais organizações de marketing multinível especializadas na distribuição de produtos naturais para controle de peso.

## Controvérsias
Algumas fontes sugerem que a narrativa oficial sobre Mark Hughes e a Herbalife pode ser em grande parte uma invenção para fins de marketing. Em 1976, ele começou a vender o produto "Slender Now" sob a marca Seyforth, que operava com vendas diretas. Após o fechamento da Seyforth em 1979, Hughes passou a vender equipamentos de ginástica e produtos para controle de peso, antes de se associar a Richard Marconi (ex-colega da Seyforth) para fundar a Herbalife no início da década de 1980.

Em 1985, o procurador-geral da Califórnia acusou a Herbalife de propaganda enganosa, especialmente em relação ao teor de cafeína, e de práticas inadequadas de vendas. Hughes prestou depoimento a uma comissão de senadores, e o caso foi encerrado após o pagamento de 850 mil dólares e a suspensão de dois produtos da marca. O caso não resultou em acusações formais, e a Herbalife continuou a crescer com seu modelo de negócios.